# سامسونج جالكسي تاب 4 8.0
سامسونج جالكسي تاب 4 8.0 (بالإنجليزية: Samsung Galaxy Tab 4 8.0)‏ هو حاسوب لوحي من إلكترونيات سامسونج ضمن سلسلة سامسونج جالكسي تاب يعمل بنظام أندرويد تم الكشف عنه في 1 أبريل 2014، تم طرحه في الأسواق في 1 مايو 2014.

## الخصائص
- نظام التشغيل: أندرويد
- الكاميرا الأمامية: 1.3 ميجابكسل
- الكاميرا الخلفية: 3.15 ميجابكسل
- الوزن: WiFi: 318 غ (0.701 رطل), 3G: 320 غ (0.71 رطل), 4G/LTE: 322 غ (0.710 رطل)
- المعالج: 1.2 جيجا هرتز
- الذاكرة: 1.5 جيجابايت
- التخزين: 64 جيجابايت

## وصلات خارجية
- الموقع الإلكتروني